# Tex Rickard

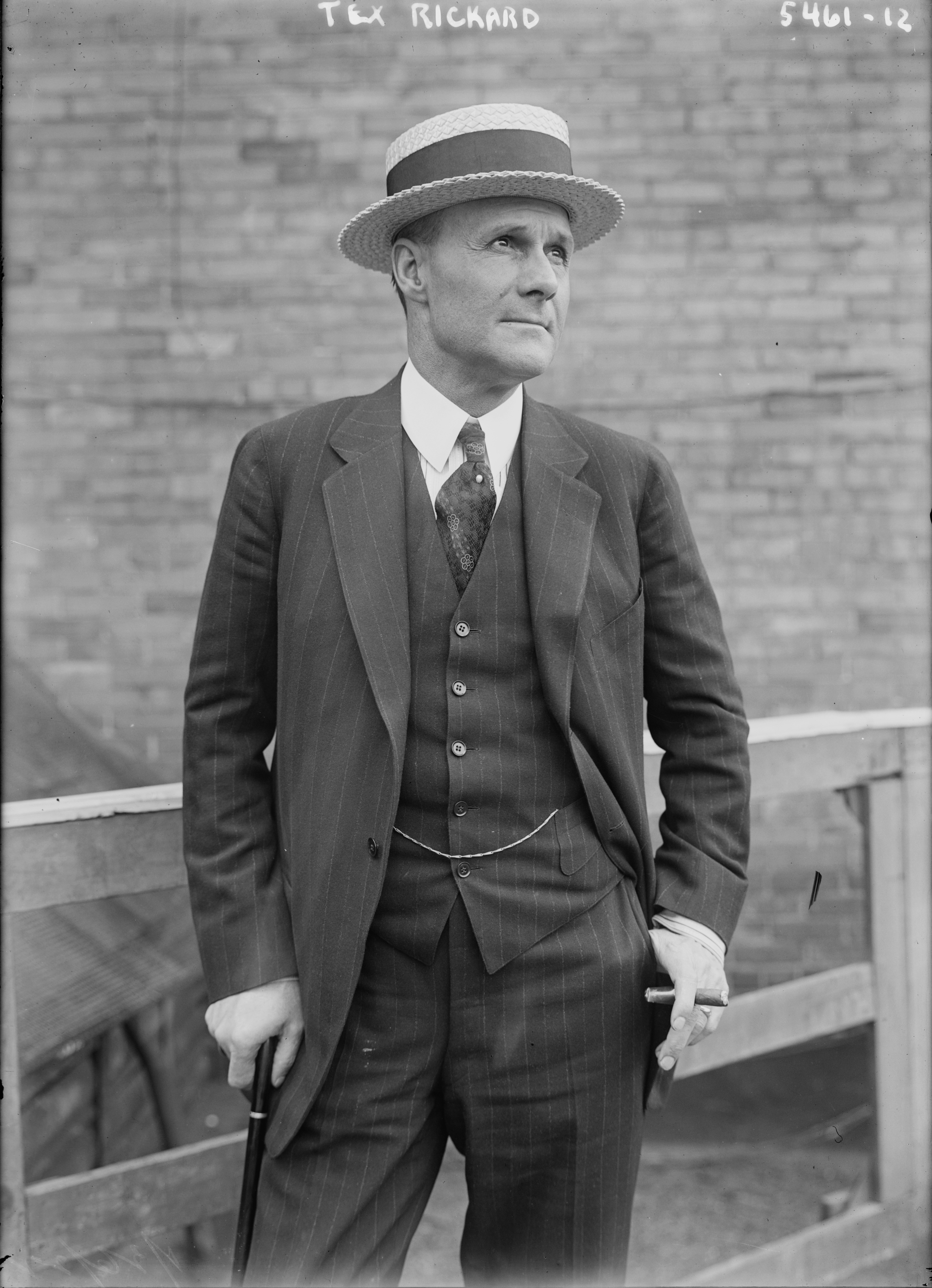
Tex Rickard

George Lewis „Tex“ Rickard (* 2. Januar 1871 in Kansas City, Missouri; † 6. Januar 1929 in Miami, Florida) war ein US-amerikanischer Box-Promoter.
George Rickard wurde in Kansas City geboren. Als er vier Jahre alt war, zog seine Familie nach Sherman (Texas), wo sie eine Rinderfarm erwarb und betrieb. Rickard verbrachte seine Jugend als Cowboy auf der Rinderfarm. Auch nach dem Tod seines Vaters im Jahre 1881 unterstützte er seine Familie auf diese Weise.
Im Alter von 23 Jahren wurde er zum Marshall der Stadt Henrietta (Texas) gewählt. In dieser Position baute er sich einen Ruf als toleranter und ehrlicher Gesetzeshüter auf sowie als überlegener Pokerspieler, zwei Eigenschaften, die vielleicht durch Abwesenheit von schweren Straftaten in der Stadt gefördert wurden. Während  seiner Zeit als  Marschall heiratete er im Mai 1894 in Fort Worth seine erste Frau, Leona Bittick. Im August wurde bei Mrs. Rickard Tuberkulose festgestellt. Im Februar 1895 wurde ihr Sohn geboren, George L. Rickard, Jr. Drei Wochen später verstarb die 20-jährige Ehefrau und ihr Baby einige Tage später. Frau und Kind wurden in Henrietta beigesetzt.
Bald nach dem Tod seiner Frau machte sich Rickard auf den Weg nach Alaska, wo er am Klondike Goldgräber und in Dawson City Betreiber von Spielbanken wurde. Es gelang ihm, innerhalb von vier Jahren 500.000 Dollar zu verdienen. Durch den Kauf von Claims, die sich als wertlos erwiesen, verlor er sein Vermögen wieder. Nach einer kurzen Zeit, die er als Spieler in Kalifornien verbrachte, zog Rickard nach Goldfield (Nevada) in einem Bergbaugebiet. Im Februar 1905 eröffnete er den "Northern Saloon",  wo er wieder das Kartenspiel betrieb.
Hier traf er auch erstmals Jack Kearns. Eher zufällig kam er zum Boxen und veranstaltete 1906 in Goldfield (Nevada) den Kampf zwischen dem schwarzen Leichtgewichtler Joe Gans und dem beliebten Dänen Battling Nelson, den bis dahin lukrativsten Kampf mit einem Umsatz von knapp 70.000 $. Sein Erfolg bei diesen Bemühungen ermutigte Rickard, Boxpromoter zu seinem Beruf zu machen.
1910 organisierte er das Comeback des ungeschlagenen Ex-Champions im Schwergewicht James J. Jeffries gegen den ungeliebten neuen Weltmeister, den Schwarzen Jack Johnson. Hierfür waren schon allein die Filmrechte über 100.000 $ wert, der Eintritt 270.000 $.
1919 veranstaltete er die Krönung des neuen Stars Jack Dempsey in einem Kampf gegen Jess Willard. Gegen Georges Carpentier waren die Einnahmen 1.789.238 $. Fünf Jahre später kamen 120.757 Zuschauer (1.895.733 $) für den Titelgewinn von Gene Tunney gegen Dempsey. Der Rückkampf im Soldier Field in Chicago lockte 104.943 Zuschauer, Eintritt 2.658.660 $. Er sorgte auch für den Bau eines neuen Madison Square Gardens.
1926 bot man ihm ein Franchise in New York an, das mit den New York Americans konkurrieren sollte. Nach ihm wurde das Team anfangs Tex’s Rangers genannt, spielte aber dann als New York Rangers. Gemeinsam mit Conn Smythe baute er das Team auf, doch da er nicht in die von Smythe zusammengestellte Mannschaft vertraute, entließ er ihn und holte Lester Patrick, der mit den von Smythe ausgesuchten Spielern den Stanley Cup gewann. Nach dem Vorbild der Madison Square Gardens ließ er auch den Boston Madison Square Garden bauen, der dann jedoch nur kurz Boston Garden genannt wurde.